# Dive!
『Dive! 』は、アメリカ合衆国ジェレミー・サイフェルト制作の、食料廃棄を題材とするドキュメンタリー映画

## 評価
- ギグ・ハーバー映画祭（Gig Harbor Film Festival）観客賞受賞、2009年
- DC Independent Film Festival 最優秀ドキュメンタリー賞受賞
- オランダ環境映画祭（Dutch Environmental Film Festival） 最優秀賞受賞